# Gregory H. Watkins
Pour les articles homonymes, voir Watkins.
Gregory H. Watkins est un ingénieur du son américain.

## Filmographie (sélection)
- 1982 : Annie de John Huston
- 1983 : Sahara d'Andrew V. McLaglen
- 1984 : Le Pape de Greenwich Village (The Pope of Greenwich Village) de Stuart Rosenberg
- 1984 : La Faute à Rio (Blame It on Rio) de Stanley Donen
- 1989 : Né un 4 juillet (Born on the Fourth of July) d'Oliver Stone
- 1990 : Danse avec les loups (Dances with Wolves) de Kevin Costner
- 1993 : Tombstone de George Pan Cosmatos
- 1995 : USS Alabama (film) (Crimson Tide) de Tony Scott
- 1995 : Mort ou vif (The Quick and the Dead) de Sam Raimi
- 1996 : Au revoir à jamais (The Long Kiss Goodnight) de Renny Harlin
- 1996 : Le Fan (The Fan) de Tony Scott
- 1997 : Alien, la résurrection (Alien: Resurrection) de Jean-Pierre Jeunet
- 1997 : Le Mariage de mon meilleur ami (My Best Friend's Wedding) de Paul John Hogan
- 1998 : Jack Frost de Troy Miller
- 1998 : Armageddon de Michael Bay
- 1998 : Godzilla de Roland Emmerich
- 1999 : Mafia Blues (Analyze This) d'Harold Ramis
- 2001 : Training Day d'Antoine Fuqua
- 2004 : Alexandre (Alexander) d'Oliver Stone
- 2006 : Superman Returns de Bryan Singer
- 2009 : In the Air (Up in the Air) de Jason Reitman

## Distinctions

### Récompenses
- Oscars 1991 : Oscar du meilleur mixage de son pour Danse avec les loups

### Nominations
- Oscar du meilleur mixage de son
  - en 1990 pour Né un 4 juillet
  - en 1996 pour USS Alabama
- British Academy Film Award du meilleur son
  - en 1992 pour Danse avec les loups
- 1996 Cinema Audio Society Awards pour USS Alabama